# Pertichino
Nell'opera lirica un pertichino è una parte secondaria che interviene, per lo più come controcanto, nei pezzi chiusi affidati ai protagonisti.
Per estensione si definiscono pertichini gli ingressi di altre voci nelle arie solistiche.
Tipico esempio di pertichino è la parte di Eloisa in "Sorgi, o padre", la romanza della protagonista in Bianca e Fernando di Vincenzo Bellini. Famosi sono i pertichini del Sagrestano («Scherza coi fanti e lascia stare i santi») durante "Recondita armonia", la romanza di Cavaradossi nel primo atto della Tosca di Giacomo Puccini.
In genere, tuttavia, nel linguaggio teatrale, "fare da pertichino" è un'espressione dispregiativa con cui ci si riferisce a un personaggio che interviene in scena con poche battute se non addirittura restando in silenzio.